# Maka

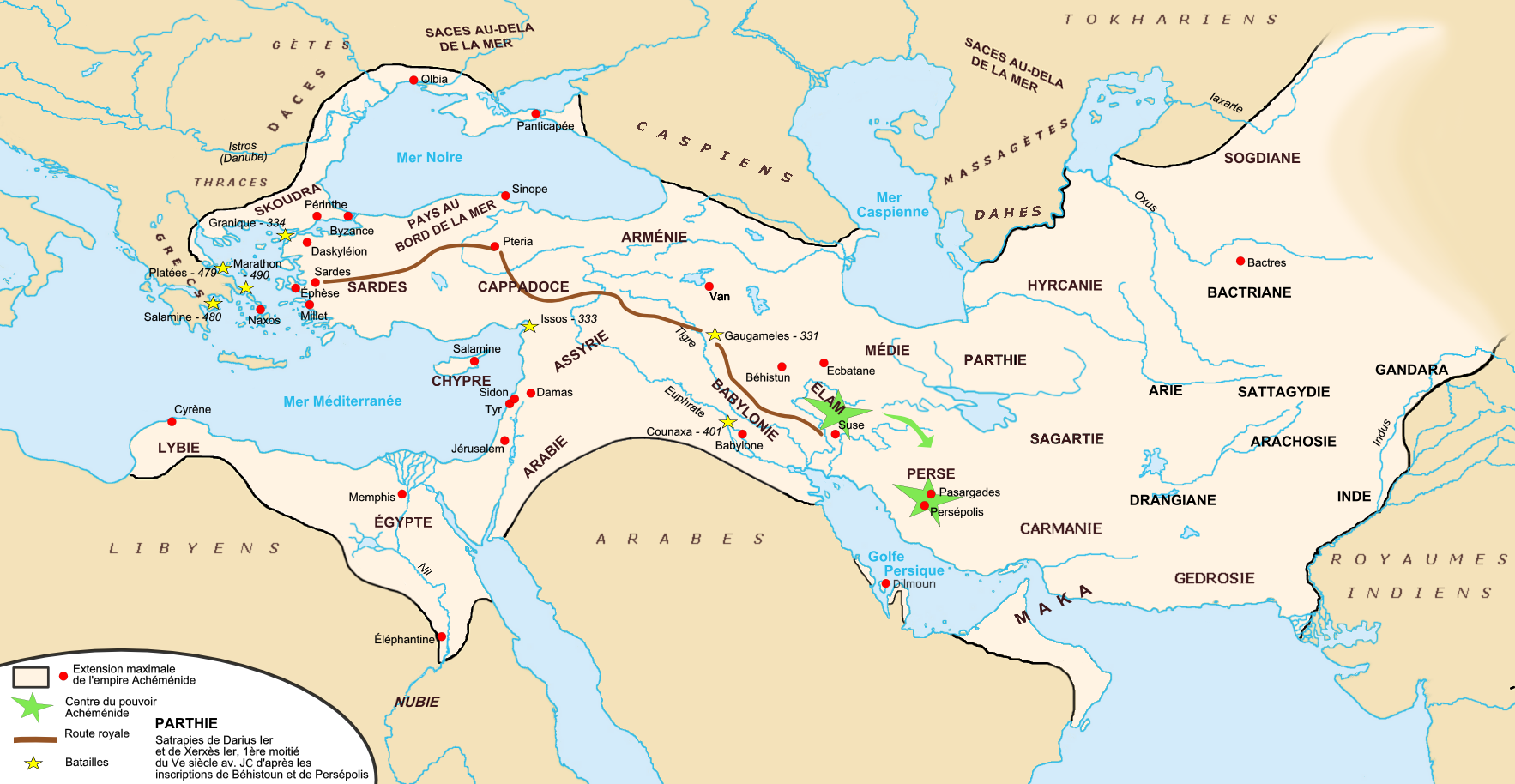
Mapa imperium perskiego z zaznaczonym położeniem krainy Maka

Maka – starożytna kraina występująca w źródłach perskich z I tys. p.n.e., lokalizowana najczęściej na terenach współczesnego Omanu i południowego Iranu; we wcześniejszych źródłach sumeryjskich, asyryjskich i babilońskich występująca pod nazwą Magan.
W inskrypcjach Dariusza I (522-486 p.n.e.), m.in. w jego inskrypcji z Behistun, oraz w inskrypcjach jego syna i następcy Kserksesa I (486-465 p.n.e.), m.in. w tzw. inskrypcji daiva, Maka wymieniana jest wśród krain leżących we wschodniej części imperium perskiego. Kraina ta wzmiankowana jest również w inskrypcjach na tabliczkach z Persepolis, gdzie jej nazwa, zapisana w języku elamickim, brzmi Makkasz. Na jednym z reliefów z Persepolis przedstawiony został wysłannik z krainy Maka ubrany w rodzaj spódnicy przypominającej kilt.
Maka identyfikowana jest często ze znanym ze źródeł klasycznych krajem ludu Mykoi, lokalizowanym w Omanie. Według Herodota (Dzieje 3.93) Mykoi zamieszkiwali czternastą prowincję imperium perskiego i dostarczyli kontyngent wojsk do armii perskiej zebranej przez Kserksesa I do inwazji na Grecję w 481 r. p.n.e.